# 친서방
친서방(영어: Westernophilia, Pro-Western)은 미국 및 유럽 연합 등 서방 국가와의 친선적인 외교 관계 또는 사회문화적 측면에서 서방에 깊은 호감을 보이는 개인 등을 의미한다. 반대의 의미로는 반서방이 있다.

## 설명
1945년에 제2차 세계 대전이 끝나고 이후에 소비에트 연방은 친서방 국가들과 대립하기 시작하였다. 이로 인한 상황은 친서방 정책의 여러 나라 국가들과 친러파 정책의 여러나라 국가들과의 관계만 악화되었고, 이러한 흐름은 소비에트 연방이 곧 중앙유럽에 있는 국가들을 차금차금 공산주의 국가로 만들기 시작하였다. 서유럽과는 철의 장막이라는 선을 그었다.
한동안은 중앙유럽에 있는 국가들은 소비에트 연방의 위성국으로 지내왔으며, 이후에 중앙유럽에 있는 국가들은 20세기 말에 거의 친서방 정책으로 가기 시작하였다. 후에 소비에트 연방이 붕괴되어서 중앙유럽에 있는 국가들은 거의 친서방 국가가 되었고, 소비에트 연방에서 독립한 국가들의 일부도 친서방으로 가기 시작하였다.
현재에도 친서방 국가가 기본적인 외교 노선인 국가가 대부분이지만 과거의 친소련파, 즉, 현재의 친러파 국가들과는 대립 상태가 되어 왔다. 현재 미국과 서유럽을 서방 국가로 분류하고 대한민국, 일본, 이스라엘, 사우디아라비아, 중화민국, 싱가포르, 호주, 뉴질랜드,를 친서방 국가로 분류한다. 다만 각국에 따라 친서방적 경향에 있어 다소 차이를 보이는 편이다. 필리핀, 터키 등 일부 국가의 경우 전통적으로 친서방 국가로 분류되었으나 최근에는 철권통치자가 집권하는 등 정치적 변동으로 인해 반서방적 경향이 생겨지고 있다.

## 기타 사항
보통의 친서방은 자유주의, 민주주의와 함께 가는 경향이 있으며 친러파, 친중파와 대립하는 경우가 많으며 친미파와 거의 동의어로 쓰일 때가 많다. 그러나 예외적인 사례도 있는데 유럽이나 중남미의 일부 극우파들의 경우 미국 등 타 서방국가에 친화적 성향을 보이면서도 동시에 친러적 성격도 보이며 백인 우월주의나 기독교 근본주의에 기반해 이슬람 공포증, 반중 감정 등을 보인다.
와하비즘에 기반한 전제 군주제 국가인 사우디 아라비아 등 일부 수니파 국가의 경우 특이하게도 친미적 외교관을 보이면서도 유럽과는 마찰을 빚는 경우도 있어 친서방이라고 보기는 애매하다. 그러나 상황에 따라 친서방 국가로 분류하기도 한다.

## 같이 보기
- 유럽 연합
- 대한민국의 대외 관계